# Уютне (Білогірський район)
Ую́тне (до 1948 — Тотанай, крим. Totanay) — село в Україні, в Білогірському районі Автономної Республіки Крим.

## Історія
За даними на 1864 рік у селі німецьких колоністів Джоллу-Тотонай (Анненфельд) Перекопського повіту Таврійської губернії мешкало 56 осіб (25 чоловічої статі та 31 — жіночої), налічувалось 10 дворових господарств, існували мечеть й станова квартира.
Станом на 1886 у німецькій колонії Енгейфельд (Джолу-Тотоней, Чуча, Ельгери-Чуча, Кучук-Чуча) Енгейфельдської волості мешкало 82 особи, налічувалось 20 дворових господарств, існували протестантський молитовний будинок, школа, лавка.